# Hraunártungur
Hraunártungur är ett berg i republiken Island. Det ligger i regionen Norðurland eystra, 220 km nordost om huvudstaden Reykjavík. Toppen på Hraunártungur är 1 042 meter över havet.
Trakten runt Hraunártungur är nära nog obefolkad, med mindre än två invånare per kvadratkilometer. Det finns inga samhällen i närheten. Trakten runt Hraunártungur består i huvudsak av gräsmarker.